# Međupodsavezna B nogometna liga Bjelovar – Daruvar – Virovitica 1972./73.
Međuopodsavezna B nogometna liga Bjelovar – Daruvar – Virovitica je bila liga petog stupnja nogometnog prvenstva Jugoslavije u sezoni 1972./73. Dotadašnja "Međupodručna liga Bjelovar – Daruvar – Virovitica" je reformirana u Međupodsaveznu ligu, te je podijeljena na dva stupnja, gdje je "A liga" činila prvi stupanj Međupodsavezne lige, a novouspostavljena "B liga" drugi stupanj. 
  
Sudjelovalo je 12 klubova, a prvak je bila "Zdenka" iz Velikih Zdenaca. 

## Ljestvica
| mj. | klub                     | ut. | pob. | ner. | por. | gol+ | gol- | bod |
| --- | ------------------------ | --- | ---- | ---- | ---- | ---- | ---- | --- |
| 1.  | Zdenka Veliki Zdenci     | 22  | 15   | 2    | 5    | 85   | 31   | 32  |
| 2.  | PIK Ilova Blagorodovac   | 22  | 14   | 3    | 5    | 56   | 33   | 31  |
| 3.  | Proleter Lukač           | 22  | 13   | 3    | 6    | 66   | 48   | 29  |
| 4.  | Garić Garešnica          | 22  | 13   | 2    | 7    | 54   | 45   | 28  |
| 5.  | Borac Virovitica         | 22  | 12   | 3    | 7    | 93   | 60   | 27  |
| 6.  | Radnik Veliki Grđevac    | 22  | 12   | 2    | 8    | 72   | 56   | 26  |
| 7.  | Dinamo Predavac          | 22  | 8    | 3    | 11   | 43   | 62   | 19  |
| 8.  | Bilogorac Grubišno Polje | 22  | 6    | 6    | 10   | 47   | 64   | 18  |
| 9.  | Proleter Bušetina        | 22  | 6    | 3    | 13   | 55   | 72   | 15  |
| 10. | Bratstvo Bazije          | 22  | 7    | 1    | 14   | 59   | 83   | 15  |
| 11. | Jedinstvo Miokovićevo    | 22  | 5    | 3    | 14   | 41   | 79   | 13  |
| 12. | Mladost Dubrava          | 22  | 5    | 1    | 16   | 45   | 83   | 11  |

- Miokovićevo – tadašnji naziv za Đulovac
- Bazije – tadašnji naziv za Gornje Bazje

## Rezultatska križaljka
| kratica | klub                     | BIL | BOR | BRA | DIN | GAR | JED | MLA | PIKI | PROB | PROL | RAD | ZDE |
| --- | ------------------------ | --- | --- | --- | --- | --- | --- | --- | ---- | ---- | ---- | --- | --- |
| BIL | Bilogorac Grubišno Polje |     |     |     |     |     |     |     |      |      |      |     |     |
| BOR | Borac Virovitica         |     |     |     |     |     |     |     |      |      |      |     |     |
| BRA | Bratstvo Bazije          |     |     |     |     |     |     |     |      |      |      |     |     |
| DIN | Dinamo Predavac          |     |     |     |     |     |     |     |      |      |      |     |     |
| GAR | Garić Garešnica          |     |     |     |     |     |     |     |      |      |      |     |     |
| JED | Jedinstvo Miokovićevo    |     |     |     |     |     |     |     |      |      |      |     |     |
| MLA | Mladost Dubrava          |     |     |     |     |     |     |     |      |      |      |     |     |
| PIKI | PIK Ilova Blagorodovac   |     |     |     |     |     |     |     |      |      |      |     |     |
| PROB | Proleter Bušetina        |     |     |     |     |     |     |     |      |      |      |     |     |
| PROL | Proleter Lukač           |     |     |     |     |     |     |     |      |      |      |     |     |
| RAD | Radnik Veliki Grđevac    |     |     |     |     |     |     |     |      |      |      |     |     |
| ZDE | Zdenka Veliki Zdenci     |     |     |     |     |     |     |     |      |      |      |     |     |
| |                          |     |     |     |     |     |     |     |      |      |      |     |     |
| podebljan rezultat - utakmice od 1. do 11. kola (1. utakmica između klubova) rezultat normalne debljine - utakmice od 12. do 22. kola (2. utakmica između klubova) rezultat nakošen - nije vidljiv redoslijed odigravanja međusobnih utakmica iz dostupnih izvora rezultat smanjen * - iz dostupnih izvora nije uočljiv domaćin susreta prekrižen rezultat - poništena ili brisana utakmica p - utakmica prekinuta 3:0 p.f. / 0:3 p.f. - rezultat 3:0 bez borbe n.i. - nije igrano |                          |     |     |     |     |     |     |     |      |      |      |     |     |

 Izvori:

## Unutrašnje poveznice
- Međupodsavezna A liga Bjelovar – Daruvar – Virovitica 1972./73.
- Liga NSP Bjelovar 1972./73.